# Geely Xingrui
Geely Xingrui/Preface — переднеприводной среднеразмерный седан, выпускающийся китайской компанией Geely Automobile с сентября 2020 года.

## Обзор
Первый прототип Geely Xingrui был представлен в апреле 2019 года в Шанхае. Серийно автомобиль производится с сентября 2020 года под названием Geely Preface. Двигатель — Volvo JLH-4G20TD.

## Галерея

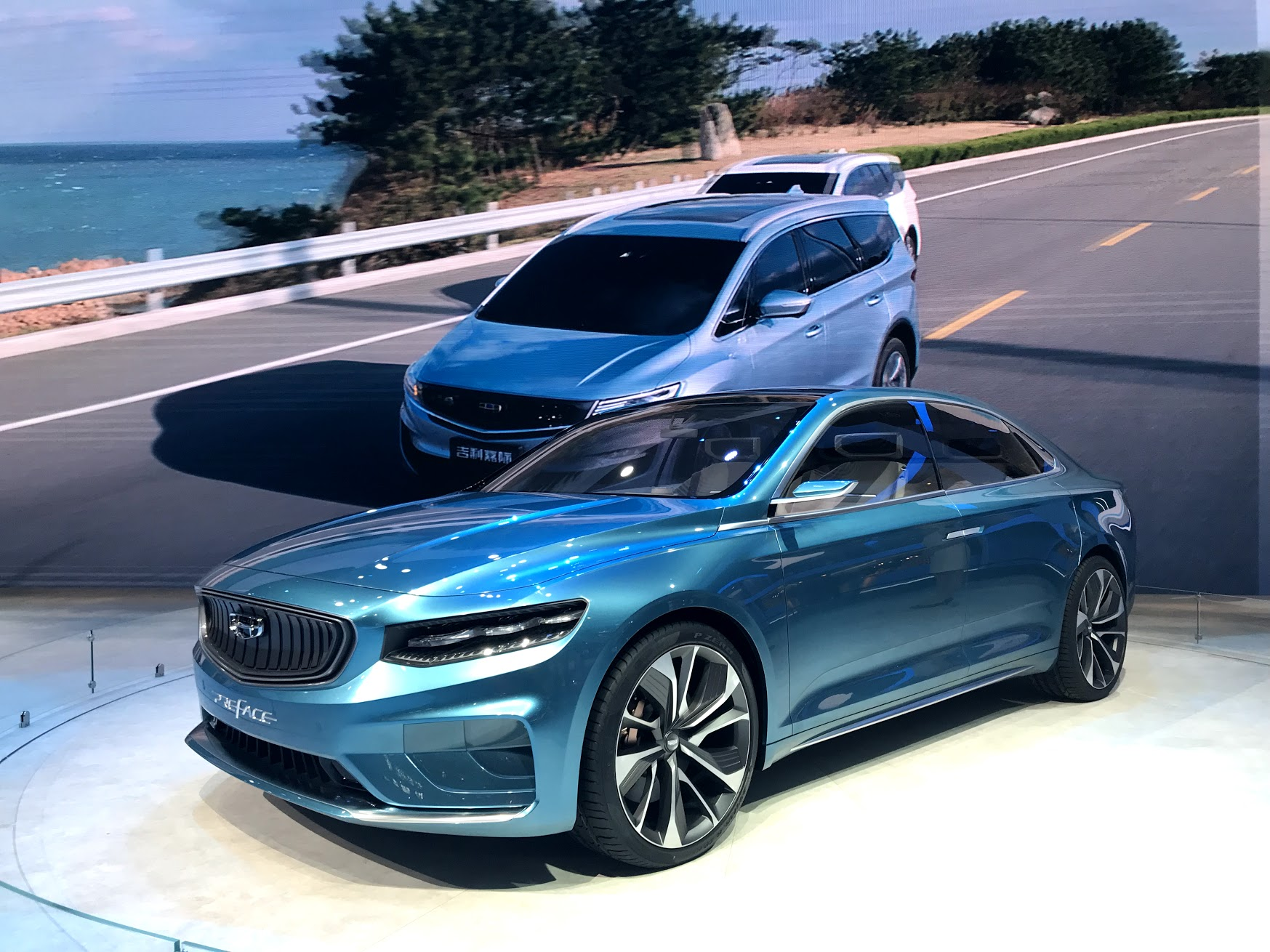
Концепт-кар
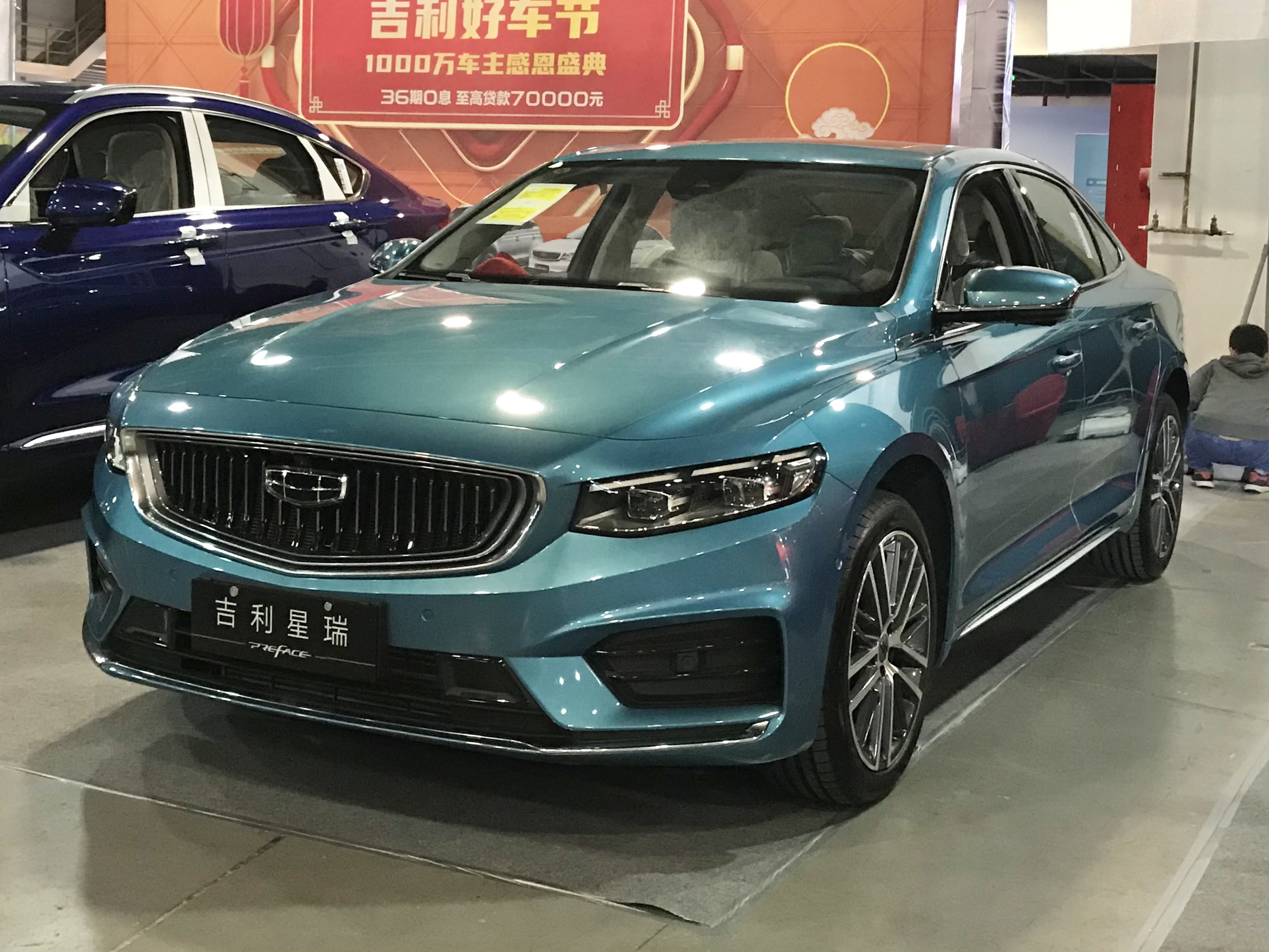
Geely Xingrui (вид спереди)
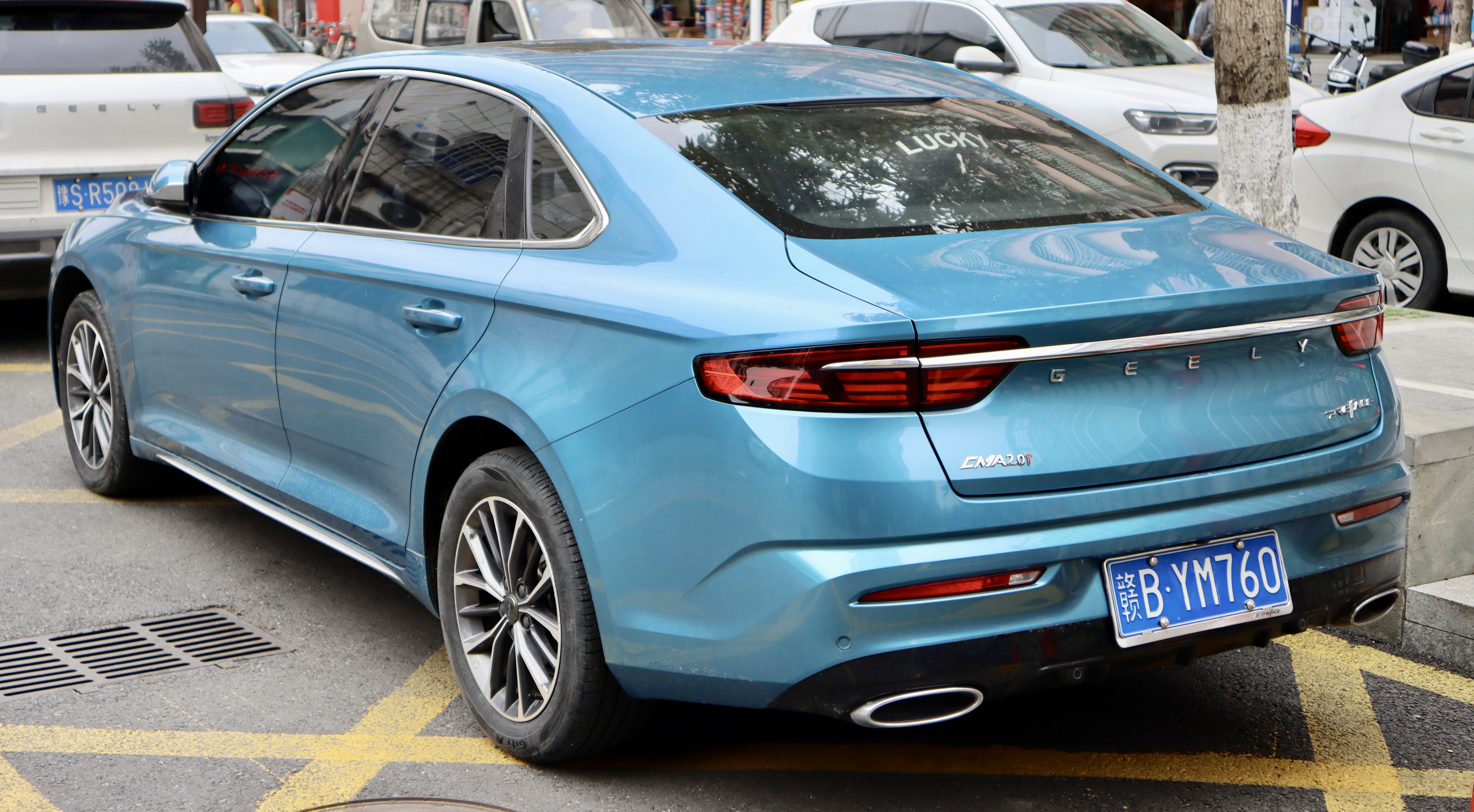
Geely Xingrui (вид сзади)